# Đồ đất nung

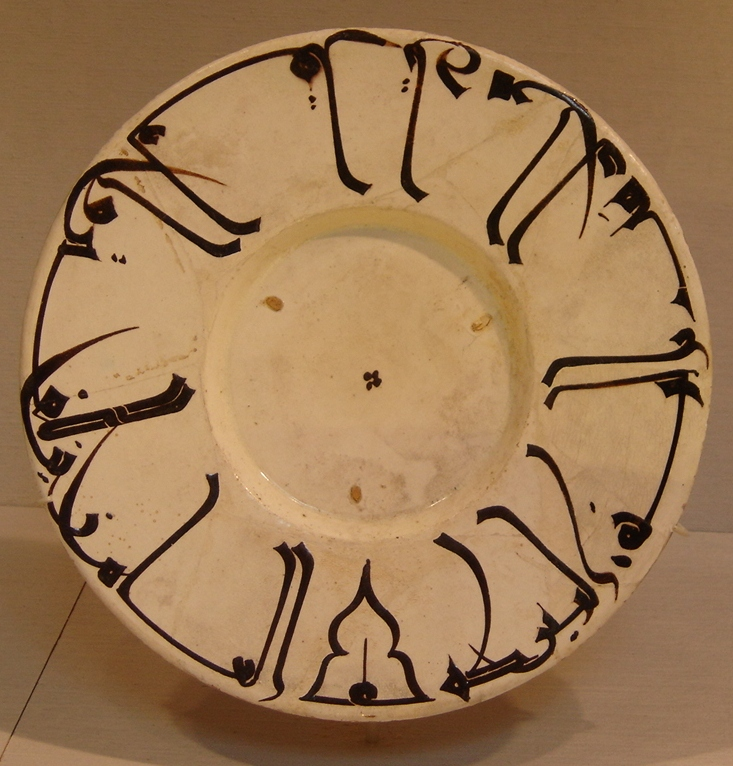
Đồ đất nung được sơn, khắc và tráng men vào thế kỷ thứ 10, Iran trưng bày tại Viện bảo tàng Mỹ thuật Metropolitan

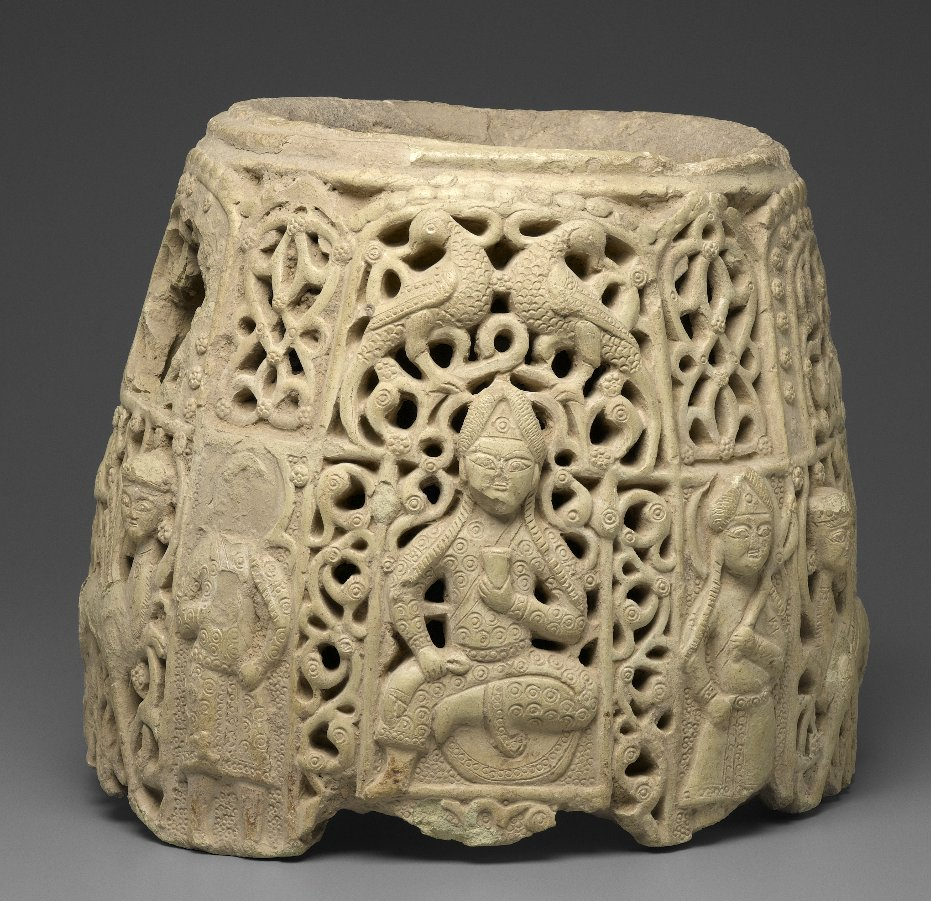
Phần trên cùng của một bình nước hoặc habb. Đồ đất nung. Cuối thế kỷ 12 đến đầu thế kỷ 13 Iraq hoặc Syria. Bảo tàng Brooklyn.

Đồ đất nung là đồ gốm được tráng men gốm hoặc không tráng men không thủy tinh hóa thường được nung dưới 1200 °C. Sứ, sứ xương và đồ sành (stoneware), tất cả được nung ở nhiệt độ đủ cao để thủy tinh hóa, là những loại đồ gốm quan trọng chủ yếu khác.
Đồ đất nung bao gồm "hầu hết các viên gạch xây dựng, gần như tất cả đồ gốm châu Âu cho đến thế kỷ XVII, hầu hết các đồ của Ai Cập, Ba Tư và gần Đông; Hy Lạp, La Mã và Địa Trung Hải, và một số đồ Trung Quốc, và đồ đất nung nguyên chất (fine) tạo thành một phần lớn hơn của bộ đồ ăn (tableware) của chúng ta ngày hôm nay" (là năm 1962). Lò nung bằng đất nung có từ 29.000 – 25.000 trước Công nguyên, và trong nhiều thiên niên kỷ, chỉ có đồ gốm bằng đất nung được sản xuất, với đồ đá dần dần phát triển khoảng 5.000 năm trước, nhưng sau đó dường như biến mất trong vài nghìn năm năm Bên ngoài Đông Á, đồ sứ chỉ được sản xuất từ thế kỷ 18 sau Công nguyên, và sau đó ban đầu là một thứ xa xỉ đắt tiền.
Sau khi được nung, đồ đất nung mờ đục và không thủy tinh hóa, mềm và có khả năng bị trầy xước bằng dao. Các Danh mục Tổng hợp của Cộng đồng châu Âu mô tả nó như được làm bằng đất sét được chọn đôi khi trộn với fenspat và các lượng khoáng chất khác nhau, có màu trắng hoặc màu sáng (ví dụ, hơi xám, kem, hoặc ngà voi).

## Nét đặc trưng
Nói chung, cơ thể đồ đất nung thể hiện độ dẻo cao hơn so với hầu hết đồ gốm (whiteware) và do đó dễ dàng định hình bằng máy ép RAM, đầu lăn hoặc bánh xe của thợ gốm hơn so với sứ hoặc sứ xương.
Do độ xốp của nó, đồ đất nung, với độ hấp thụ nước 5-8%, phải được tráng men để kín nước (watertight). Đồ đất nung có độ bền cơ học thấp hơn sứ xương, sứ hoặc đồ gốm sa thạch, và do đó các vật phẩm thường được làm ở mặt cắt ngang dày hơn, mặc dù chúng vẫn dễ bị sứt mẻ hơn.
Đồ terracotta màu đất sẫm hơn, thường là màu cam hoặc đỏ do hàm lượng oxit sắt tương đối cao, được sử dụng rộng rãi cho các chậu hoa, gạch và một số đồ trang trí và lò nướng.

## Sản xuất

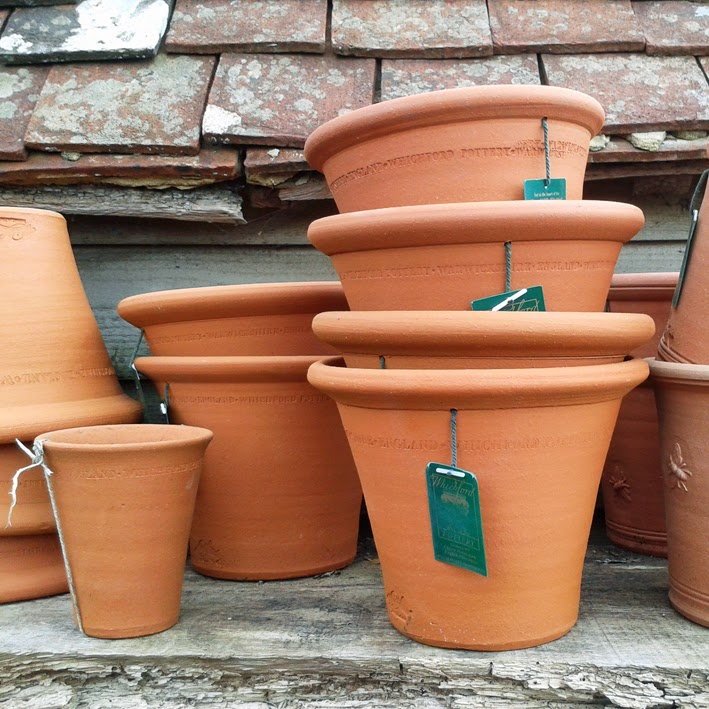
Chậu hoa terracotta với gạch terracotta trong nền

Một công thức cơ thể nói chung cho đồ đất nung đương đại là 25% cao lanh, 25% đất sét bóng, 35% thạch anh và 15% fenspat.
Đồ đất nung hiện đại có thể là bánh quy (hoặc "bisque") nung ở nhiệt độ từ 1,000 đến 1,150 °C (33,800 đến 34,070 °F) và nung glost (hoặc "sấy men") đến giữa 950 đến 1,050 °C (1.742,000 đến 33,890 °F), thông lệ trong các nhà máy và một số đồ gốm trong studio. Một số thợ gốm trong phòng thu thực hiện theo cách ngược lại, với việc sấy bánh quy ở nhiệt độ thấp và sấy glost ở nhiệt độ cao. Lịch sấy sẽ được xác định bởi các nguyên liệu thô được sử dụng và các đặc tính mong muốn của kho thành phẩm.
Trong lịch sử, nhiệt độ cao như vậy là không thể đạt được trong hầu hết các nền văn hóa và thời kỳ cho đến thời hiện đại, mặc dù gốm sứ Trung Quốc đã vượt xa các nền văn hóa khác về mặt này. Đồ đất nung có thể được sản xuất ở nhiệt độ nung thấp tới 600 °C (1.112 °F) và nhiều sét sẽ không nung thành công trên 1.000 °C (1.830 °F). Nhiều đồ gốm lịch sử đã bị nung ở đâu đó khoảng 800 °C (1.470 °F), đưa ra một sai số rộng trong đó không có cách đo nhiệt độ chính xác và các điều kiện rất khác nhau trong lò nung.
Sau khi nung, hầu hết các vật dụng bằng đất nung sẽ có màu trắng, da bò hoặc đỏ. Đối với đồ đất nung màu đỏ, nhiệt độ nung ảnh hưởng đến màu sắc của thân đất sét. Nhiệt độ thấp hơn tạo ra màu đất nung đỏ điển hình; nhiệt độ cao hơn sẽ làm cho đất sét màu nâu hoặc thậm chí đen. Nhiệt độ nung cao hơn có thể làm cho đất nung để phồng ra.

## Các loại đồ đất nung

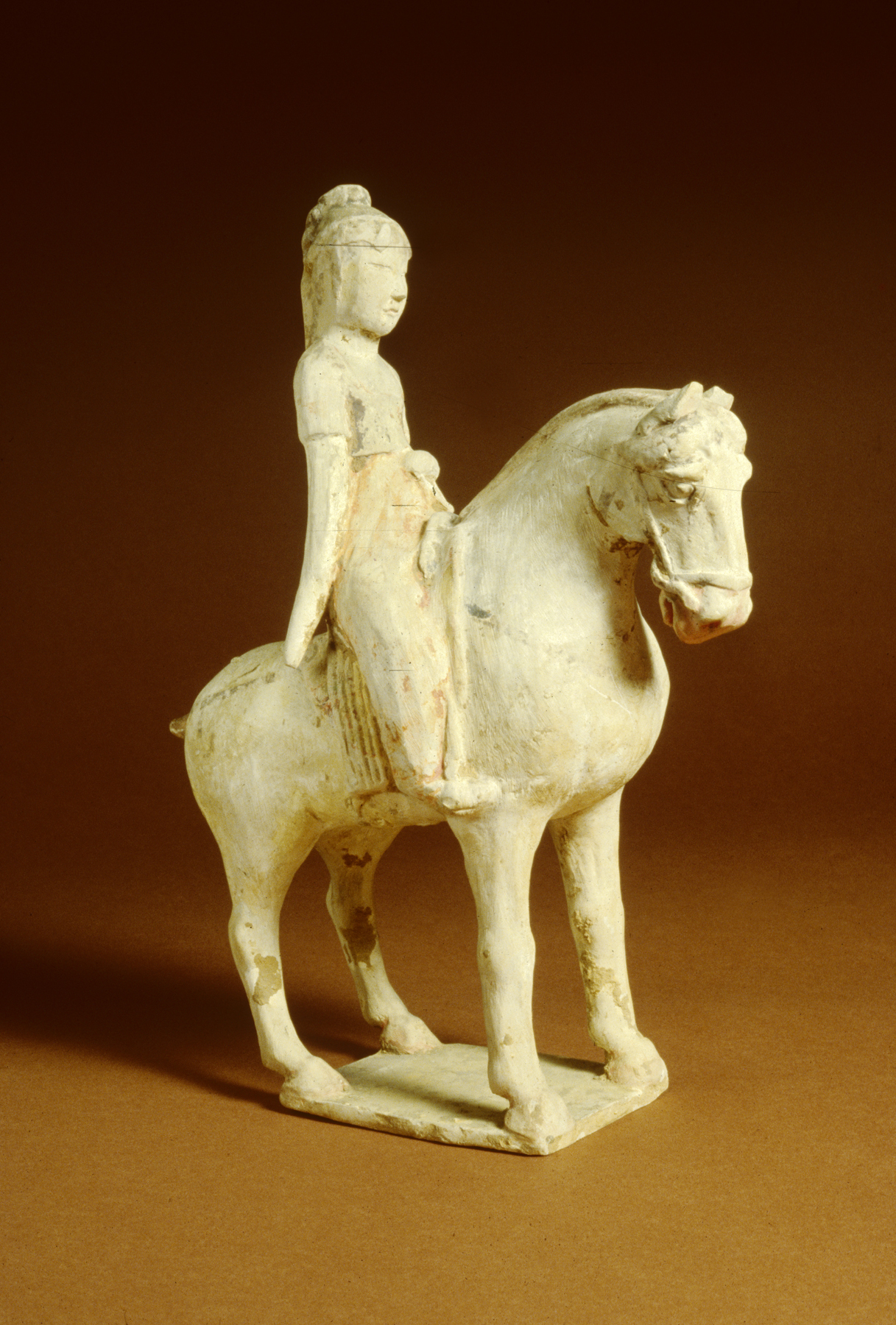
Điêu khắc lăng mộ bằng đất nung Trung Quốc. Bảo tàng nghệ thuật Walters.

Mặc dù các loại đồ gốm có giá trị cao nhất thường chuyển sang đồ đá và đồ sứ vì chúng được phát triển bởi một nền văn hóa cụ thể, có nhiều loại đồ đất nung quan trọng về mặt nghệ thuật. Tất cả đồ gốm Hy Lạp cổ đại và La Mã cổ đại đều là đồ đất nung, cũng như đồ gốm Hispano-Moresque của thời Trung cổ, đã phát triển thành đồ gốm tráng men thiếc (tin-glazed) hoặc truyền thống faience ở một số vùng của châu Âu, chủ yếu là maiolica được vẽ từ thời Phục hưng Ý, và Delftware Hà Lan. Với một lớp men trắng, những thứ này có thể bắt chước đồ sứ cả từ Đông Á và Châu Âu.
Có thể đồ đất nung phức tạp nhất từng được chế tạo là đồ Saint-porchaire cực kỳ quý hiếm vào giữa thế kỷ 16, dường như được làm cho triều đình Pháp.
Trong thế kỷ 18, đặc biệt trong nghề làm gốm Staffordshire ở Anh, cải tiến kỹ thuật cho phép đồ rất tốt như Wedgwood 's đồ nung màu kem (creamware), mà cạnh tranh với sứ với thành công đáng kể, như creamware Dịch vụ Frog khổng lồ của mình cho Catherine Đại đế đã cho thấy. Việc phát minh ra các quy trình in chuyển làm cho các đồ trang trí cao đủ rẻ cho các bộ phận dân cư rộng lớn hơn ở châu Âu.
Ở Trung Quốc, đồ tráng men Tam thải (三彩) là đất nung tráng men chì bằng kính, và như các nơi khác, đất nung vẫn quan trọng đối với tác phẩm điêu khắc. Người Etruscans đã tạo ra những tác phẩm điêu khắc lớn như tượng trong đó, nơi người La Mã sử dụng nó chủ yếu cho các bức tượng nhỏ và phù điêu Campana. Các bức tượng lăng mộ thời Trung Quốc được vẽ hoặc thời nhà Đường là đồ đất nung, cũng như các tác phẩm điêu khắc sau này như các linh dương gốm tráng men Yixian gần bằng kích thước thật. Sau khi bức tượng gốm được hồi sinh bằng sứ châu Âu, các nhân vật bằng đất nung theo sau, chẳng hạn như các nhân vật Staffordshire nổi tiếng của đội tuyển Anh.
Có một số loại đồ đất nung khác, bao gồm:
- Terracotta: một thuật ngữ được sử dụng cho một nhóm các loại đối tượng khá ngẫu nhiên, thay vì được xác định bằng kỹ thuật
- Redware (Mỹ)
- Victoria Majolica
- Đồ nung ánh kim với men ánh kim đặc biệt
- Raku
- Ironstone china, trên biên giới của đồ đất nung và đồ sành
- Đồ nung vàng